# Bob Dennison (cầu thủ bóng đá, sinh năm 1932)
Charles Robert Dennison (12 tháng 9 năm 1932 – 9 tháng 7 năm 2017) là một cầu thủ bóng đá người Anh có 24 lần ra sân tại Football League thi đấu ở vị trí hậu vệ phải cho Hull City. Ông cũng thi đấu bóng đá non-league cho Scarborough tại Midland League.